# Боидни
 Тази статия е за семейството змии.  За певицата вижте БоА (певица).  
Боидни (Boidae) е семейство змии, включващо две подсемейства - същинските и пясъчните бои. Двете подсемейства се разделят заради разлики най-вече в размерите на змиите. Телата на същинските бои са по-дълги и по-тежки от тези на пясъчните.
Тези змии не са отровни и обикновено задушават плячката си, като почти всички видове са живораждащи. В някои класификации семейство Питонови (Pythonidae) се разглежда като подсемейство на Boidae, но в повечето е отделно семейство.
Семейство Боидни включва и най-голямата змия на планетата – Титанобоа (T. cerrejonensis), живяла преди около 60-58 млн. години в тропическите гори на Колумбия.

## Подсемейства
| Подсемейство | Автор           | Родове | Видове | Име          | Разпространение |
| ------------ | --------------- | ------ | ------ | ------------ | --- |
| Boinae       | Gray, 1825      | 5      | 28     | Същински бои | Централна и Южна Америка, Африка, Югоизточна Азия и Нова Гвинея |
| Erycinae     | Bonaparte, 1831 | 3      | 15     | Пясъчни бои  | Южна и Югоизточна Европа, Мала Азия, Северна, Централна, Западна и Източна Африка, Арабия, Централна и Югоизточна Азия, Индия, Шри Ланка, югозападна Канада, западна САЩ, и северозападно Мексико |